# Sociedade Anônima (Brasilien)
Die Sociedade Anônima (Abkürzung: S.A., SA oder S/A) ist eine Aktiengesellschaft nach brasilianischem Gesellschaftsrecht. Gesetzliche Grundlage für diese Rechtsform sind Artikel 1.088 f. des brasilianischen Zivilgesetzbuches sowie das Gesetz Nr. 6.404/1976 „Lei de Sociedade Anônima“.

## Gründung & Firma
Man unterscheidet zwischen einer offenen (companhia aberta) und einer geschlossenen Gesellschaft (companhia fechada). Eine offene Gesellschaft liegt vor, soweit die Aktien der Gesellschaft an einer Wertpapierbörse gehandelt werden. Offene Aktiengesellschaften werden in einem eigenen Register der Aufsichtsbehörde Comissão de Valores Mobiliários (CVM) geführt. Nach brasilianischem Recht kann der Erwerb von Stammaktien (ação ordinária) unter anderem auch an die brasilianische Staatsangehörigkeit geknüpft werden. Im Gegensatz zum deutschen Recht geht dies grundsätzlich nur bei einer geschlossenen Gesellschaft. Für die Gründung sind zwei Personen erforderlich. Ein Mindestkapital ist außer bei Kreditinstituten sowie Gesellschaften, die im Im- bzw. Exportgeschäft tätig sind, nicht erforderlich. Indes muss für die Registrierung 10 % des Werts der ausgegebenen Aktien in Geld vorhanden und bei der Banco do Brasil oder bei einem anderen genehmigten Bankinstitut hinterlegt worden sein. Der Firmenname muss die Bezeichnung „Companhia“ oder „Sociedade Anônima“ oder eine verständliche Abkürzung enthalten. Das Nennkapital wird durch die Ausgabe von Aktien aufgebracht. Bei einer offenen Gesellschaft erfolgt die Zeichnung der Aktien entweder durch öffentliche Beurkundung oder im Rahmen einer öffentlichen Hauptversammlung.  Es ist jede SA im brasilianischen Handelsregister Junta Comercial einzutragen.

## Aktiengattungen
Nach brasilianischem Recht gibt es zwei Arten von Aktien: Die Stammaktie (ação ordinária) und die Vorzugsaktie (ação preferência).  Stammaktien können auch mit Mehrstimmrechten ausgestattet sein. Nur bei geschlossenen Gesellschaften ist diese Form der Aktie uneingeschränkt zulässig. Diese Mehrstimmrechte sind jedoch nur 7 Jahre gültig und müssen danach erneut von der Hauptversammlung beschlossen werden.

## Organe
Das vertretende Organ der Gesellschaft ist das Direktorium. Seit 2021 ist es zulässig, dass das Direktorium nur noch aus einer Person besteht. Die Direktoren müssen nicht zwingend auch Aktionäre sein. Ein Wohnsitz in Brasilien ist jedoch erforderlich oder es muss ein Bevollmächtigter mit Wohnsitz in Brasilien bestellt werden. Daneben ist die Errichtung eines Aufsichtsrates erforderlich. Zusätzlich ist bei offenen Gesellschaften ein Verwaltungsrat erforderlich. Diesem müssen mindestens drei Aktionäre angehören. Die Aktionäre sind in der Generalversammlung (assembléia-geral) vertreten. Sie wählt unter anderem den Aufsichtsrat und die Direktoren (administradores).